# Desmophyllum tenuescens
Espèce
Desmophyllum tenuescens est une espèce de coraux appartenant à la famille des Caryophylliidae. Selon la base de données WoRMS Desmophyllum tenuescens est une espèce non valide correspondant à Thalamophyllia tenuescens Gardiner, 1899.